# Вэнь-ди (Хань)
Сяовэнь-хуанди (кит. упр. 孝文皇帝, пиньинь  xiào wén huáng-dì, палл. сяовэнь хуанди, кратко Вэнь-ди, 202 до н. э.—157 до н. э.) — пятый по счёту и второй самостоятельно правивший император Китая эпохи Хань, фактический создатель стабильной ханьской государственности. Личное имя — Лю Хэн (劉恆). Посмертное имя-титул Сяовэнь-хуанди можно условно перевести как «почтительный к родителям просвещённый божественный государь». Основными источниками по истории его эпохи являются «Исторические записки» Сыма Цяня и «История Хань» Бань Гу, которые характеризуют его правление как период мира и процветания.

## Ранние годы. Царство Дай
Лю Хэн был четвёртым сыном императора Лю Бана (посмертное имя Гао-цзу) — бывшего мелкого чиновника, который за несколько лет до его рождения принял участие в восстании против режима Цинь, победил в последовавшей междоусобной борьбе и в конце концов сам стал во главе заново объединённой страны, основав династию Хань. Матерью его была наложница Бо И, происходившая по материнской линии из царского рода центральнокитайского царства Вэй, а по отцовской — из юго-восточного У. В 196 году до н. э. его отец, подавив мятеж Чэнь Си, назначил шестилетнего Хэна удельным царём (ваном) пограничной северной области Дай. Там тяготела постоянная угроза со стороны кочевников-сюнну, недавно объединившихся под властью шаньюя Модэ.
После смерти Лю Бана в 195 году на трон формально вступил его третий сын Лю Ин (Хуэй-ди), но реальную власть захватила его вдова Люй-хоу. Жестокая и деспотичная, она подвергла изощрённой расправе любимую наложницу мужа Ци, убила её сына Лю Жу-и, которого Гао-цзу при жизни хотел назначить наследником, и некоторых других членов клана Лю. Когда в 188 году молодой Хуэй-ди умер, она поставила на его место ребёнка по имени Гун, предположительно его сына, и продолжала управлять как регентша; в 184 году Гун тоже был низложен и заменён другим мальчиком. Многие высшие государственные посты и даже некоторые удельные царства императрица отдала членам собственного клана Люй. Бывшая наложница Бо, в отличие от наложницы Ци давно вышедшая из милости у основателя династии, избежала репрессий и была просто отправлена к сыну в Дай.
В 181 году Люй-хоу попыталась перевести повзрослевшего и набравшего опыт Лю Хэна в ваны Чжао, где он оказался бы в её власти: перед ним на этом посту скончались подряд трое Лю. Однако он вежливо отказался покидать царство Дай, ссылаясь на необходимость постоянно защищать границы от сюнну, и правительница отступилась.

## Вступление на престол и укрепление власти
После смерти императрицы Люй-хоу в 180 г. до н. э. Лю Сян, старший внук Гао-цзу и ван Ци, поднял в своей области мятеж. После этого группа столичных сановников во главе с чэнсяном (первым министром) Чэнь Пином и тайвэем (военным министром) Чжоу Бо, давшими в своё время клятву сохранять у власти род Лю, совершила переворот, отстранив клан Люй от власти и уничтожив его целиком, кроме вдовы Хуэй-ди. Малолетний император-марионетка Хун был низложен, объявлен ненастоящим сыном Хуэй-ди и также убит. На трон, однако, был призван не Лю Сян, а остававшийся в стороне от борьбы Хэн. После совещания со своими дайскими приближёнными и благоприятного гадания он согласился принять рискованный статус и осенью того же года выехал из Дай в общекитайскую столицу Чанъань.
Сразу после вступления на трон 23-летний Хэн объявил общую амнистию и произвёл ряд награждений и пожалований в пользу членов рода Лю и людей, приведших его к власти. Наградами и повышениями он отметил и бывших своих подчинённых из Дай, а двое из них — Сун Чан и Чжан У — получили важнейшие в текущих условиях должности командующего столичными войсками (вэйцзянцзюнь, 衛將軍) и начальника охраны внутренних дворцовых ворот (ланчжунлин, 郎中令). При этом в первые же месяцы правления он столкнул между собой и постепенно оттеснил с высших постов Чэнь Пина и Чжоу Бо, устранив опасность нового переворота с их стороны. Кроме того, уже в 179 году он добился назначения наследником своего сына Лю Ци и сделал императрицей его мать — наложницу из рода Доу, одобренную императрицей-матерью Бо.
Хотя первоначально Вэнь-ди раздал большинство удельных царств во владение своим родственникам из рода Лю, в последующие годы он проводил политику постепенного умаления власти ванов и раздробления их владений. Так, в 178 году, после смерти Лю Сяна, от царства Ци были отделены две части и отданы в управление его братьям Лю Чжану и Лю Синцзюю. Недовольный малым размером своей доли, Синцзюй вскоре поднял мятеж, однако был быстро разбит и пленён. Ему было позволено совершить самоубийство, а остальных мятежников император помиловал. В 164 году собственные удельные царства получили сразу девять императорских племянников; территории для них были отрезаны от царств Ци и Хуайнань, ранее принадлежавших их отцам.

## Внутренняя политика
Менее чем через год после воцарения Вэнь-ди издал, несмотря на сопротивление сановников, эдикт об отмене традиционного наказания вместе с преступником его родственников. В 178 году до н. э. он отменил и наказания за хулу на императорскую персону. В виде исключения наказание родственников (неизвестно, смертью или порабощением) было всё-таки применено однажды, в 163 году, когда некий Синьюань Пин ради личной выгоды обманул императора, убедив его провести масштабные изменения в религиозной сфере на основании вымышленных знамений. В целом источники отмечают редкость применения смертной казни в правление Вэнь-ди и широкое применение им права на помилование. Его сын и преемник Цзин-ди восстановил и наказание родственников, и наказание за хулу на императора.
В древности, управляя Поднебесной, при дворе правителя водружали знамя, под которым [люди] предлагали добрые советы и ставили столб для [записи] порицаний, поэтому [правители] познавали пути управления и к ним стекались те, кто увещевал их. Ныне в законах предусмотрены наказания за хулу и ложные речи, из-за чего чиновники не осмеливаются до конца выразить свои чувства, а государь не может услышать о своих ошибках и упущениях. Как мы сможем привлечь к себе мудрых и честных мужей из дальних мест? Отменяю подобные наказания.
В народе некоторые люди предают государя анафеме, для чего сговариваются, собираются в группы и говорят друг другу разные лживые слова. Чиновники считают всё это большой изменой. Даже когда эти люди говорят о чём-либо совсем другом, чиновники всё равно рассматривают это как клевету. Так мелкие люди за свою глупость и невежество платят жизнью, чего Мы никак не можем допустить. Начиная с этого дня ни один совершивший подобное деяние не должен подвергаться наказанию.
Ещё в начале правления Вэнь-ди отменил наказание кастрацией и заменил мучительные методы смертной казни — сожжение, сваривание заживо и т. п. — на отрубание головы. В 167 году он заменил остальные калечащие наказания (отрубание носа или ног, татуирование лица позорной меткой) на битьё палками, однако на практике оказалось, что число ударов (от 300 до 500) слишком велико, и Цзин-ди в своё правление дважды уменьшал его. Кроме того, Вэнь-ди установил определённые сроки для каторжных работ. В 160 году при очередной общей амнистии он освободил всех государственных рабов, переведя их в категорию обычного податного населения, а также дал наложницам покойных владетелей право устраивать самостоятельную жизнь: до тех пор они были обязаны навсегда оставаться в гареме.
В 178 и 168 годах до н. э. Вэнь-ди снижал земельный налог (тяньцзу, 田租), который при его ханьских предшественниках составлял от 1/15 до 1/10 урожая, до 1/30. В 167 году этот налог был отменён вовсе (по другой интерпретации источника, налог не взимался только за данный год). Цзин-ди сразу после вступления на престол вновь установил ставку 1/30 нормативного урожая. Существовали и другие прямые налоги (подушная подать суаньфу 算賦, а также дополнительный налог с земли, который изначально взимался сеном и соломой, но постепенно монетизировался), но в целом фискальная политика, сложившаяся к середине II века до н. э., характеризуется низкими налоговыми ставками и низкими государственными расходами. При сохранении стабильного уровня доходов центрального правительства это повышало возможности для частной экономической деятельности.
Одновременно с отменой земельного налога Лю Хэн разрешил подданным свободное перемещение между провинциями, отменил внутренние таможенные барьеры и плату за проезд по мостам. Пошагово была снята государственная монополия на добычу металлов и соли.
Кроме экономических, Вэнь-ди предпринимал ради благосостояния населения и ритуально-магические меры. В 178 году до н. э. он возобновил давно оставленный обряд пахоты правителя на особом священном поле, а в 167 — ввёл дополнительные ритуалы, направленные на повышение урожайности. В следующем году он особым указом увеличил государственные жертвоприношения и приказал при этом молиться о благах для всего населения, а не для своей персоны.
В 175 году император разрешил свободное литьё бронзовой монеты, которое Люй-хоу запретила под страхом смертной казни. При этом он ввёл государственный стандарт монеты весом 4 чжу (около 2,6 г) и унаследованным ещё от империи Цинь номиналом баньлян (половина ляна, или 12 чжу). Этот номинал был в три раза больше весовой ценности, однако при Лю Бане и Люй-хоу ходили и ещё более лёгкие монеты. По мнению некоторых экономистов, такая комбинация мер привела к улучшению металлического содержания монет на открытом рынке. Одним из последствий разрешения на выпуск монеты было обогащение Лю Пи, вана богатой медью области У; после смерти Вэнь-ди новые меры по централизации спровоцировали Лю Пи на восстание.
В 179 году Вэнь-ди ввёл государственное обеспечение зерном, мясом, вином и тканью для всех подданных от 80 лет и старше (данных по числу таких людей в этот период нет, но в конце I века до н. э. в области Дунхай их было записано 2,4% от всего населения), а также для неимущих вдов и детей-сирот до 9 лет. Впрочем, высказывались сомнения в осуществимости этой меры в тогдашних условиях.
В 165 году император особым указом потребовал от сановников представить достойных кандидатов на чиновничьи должности. При этом он сам составил список вопросов, на которые кандидаты должны были ему ответить. Этот эпизод считается первым в истории Китая случаем приёма на государственную службу при помощи экзаменов, однако это была ещё не та система экзаменов, которая сложилась при династиях Суй и Тан и основывалась на знаниях конфуцианского канона и литературных навыках.

## Внешняя политика
Основной внешней угрозой во время правления Вэнь-ди были сюнну, несмотря на неоднократно возобновлявшиеся договоры о дружбе. В 177 году до н. э. отражать крупное вторжение был отправлен военачальник Гуань Ин, только что назначенный чэнсяном вместо Чжоу Бо. В 174 году шаньюем конфедерации сюнну вместо умершего Модэ стал его сын Лаошан. При возобновлении мирного договора он, как и отец, получил в жёны принцессу из дома Лю. Вэнь-ди старался умиротворять могущественных кочевников и регулярными подарками-данью, но это помогало не всегда, в том числе из-за слабого контроля шаньюя над подчинёнными вождями. По предложению советника Цзя И в пограничной зоне создавались рынки для обмена товарами с сюнну, что по идее должно было служить инструментом их культурной ассимиляции и ослабления их воинского духа.
В 166 году, во время очередного вторжения, угрожавшего самой столице, император сам управлял войсками, награждал отличившихся и даже хотел лично выступить против врага, отказавшись от этого намерения только под совместным давлением сановников и собственной матери. Для укрепления обороны на северных границах создавались военные поселения, куда набирались добровольцы, прежде всего из порабощённых преступников.
От завоевательных войн и карательных походов Вэнь-ди, несмотря на советы сановников, неизменно отказывался, ограничиваясь обороной. Чжао То, наместник завоёванной в период Цинь страны Наньюэ, ещё в 183 году до н. э. провозгласил себя независимым императором (ди). Регентша Люй-хоу отрядила против него армию, но безуспешно. В 179 году Вэнь-ди отправил к нему послом бывшего отцовского соратника Лу Цзя, и в результате последовавших переговоров Чжао То согласился номинально признать себя ваном — вассалом китайского императора. Так на южных границах, в отличие от северных, был установлен стабильный мир.

## Смерть и погребение
Лю Хэн скончался, как считается, естественной смертью в возрасте около 45 лет. В своём эдикте-завещании он выразил благодарность Небу за благополучное царствование и свёл к минимуму срок и строгость официального траура по себе, а также распустил гарем (в соответствии с собственным законом 160 года). Отмечается также, что он не пытался обеспечить себе земное бессмертие, как это делали, например, Цинь Шихуанди и его собственный внук У-ди.
Мы слышали, что вся тьма существ, рождающихся и живущих под небом, не избегают смерти. Смерть — неизменный закон Неба и Земли и естественный конец всех существ, разве можно из-за неё сильно печалиться? В нынешние времена все в мире радуются жизни и ненавидят смерть, но они устраивают пышные похороны, доходя до разорения, соблюдают длительный траур, нанося вред своей жизни. Мы никак не хотим применять подобное.
В 2017 году в окрестностях современного города Сиань были начаты археологические раскопки комплекса захоронений, позже определённого как Балин — гробница императора Вэнь-ди. Она окружена множеством жертвенных ям и дополнительных погребений, в том числе его супруги Доу и его матери Бо, пережившей сына и умершей в 155 году до н. э. Его захоронение найдено последним из 11 императоров Западной Хань: в отличие от прочих, над ним был насыпан сравнительно небольшой погребальный холм, что объясняют скромностью императора.

## Семья
Первая жена Лю Хэна (её имя неизвестно) умерла ещё до его восшествия на императорский трон, как и четыре их ребёнка. Императрицей стала одна из наложниц, Ифан (ок. 206—135 до н. э.) из бедной, но уважаемой семьи Доу. Она была известна приверженностью к даосизму, изучала сама и внушала мужу и детям учение Лао-цзы и труды, приписываемые Жёлтому императору. Ещё в 170-х гг. она потеряла зрение, но это лишь укрепило её характер. Её братья и кузены были приближены ко двору, но не получили большого политического влияния. Сама Доу-тайхоу, однако, была активной участницей придворных интриг и, застав правление своего сына Цзин-ди и внука У-ди, оказывала влияние на них обоих, в том числе добиваясь отставки неугодных ей сановников. Считается, что только после её смерти У-ди смог реализовать свою идею принятия конфуцианства государственной идеологией.
Из других наложниц Вэнь-ди источники отмечают Шэнь из Ханьданя (ум. 157 до н. э.), пользовавшуюся его особым расположением. Шэнь-фужэнь происходила из богатой семьи, но император, демонстрируя отказ от излишних расходов, убедил её не носить волочащиеся по земле одежды и не использовать расшитые пологи для кровати. Однако он обращался с ней так же, как с самой императрицей, чем навлекал на себя упрёки в нарушении иерархических норм со стороны сановников. Был у него и фаворит (и, возможно, любовник) по имени Дэн Тун, часто принимавший его у себя дома, а также евнухи Чжао Тань и Бэйгун Боцзы.
Первым выжившим ребёнком Лю Хэна была дочь от наложницы Доу — Лю Пяо, принцесса Гуаньтао (189—116 до н. э.). Она вышла замуж за Чэнь У, князя Тан-и; благодаря её стараниям её дочь Чэнь Цзяо стала старшей женой принца Лю Чэ — будущего императора У-ди, а сам Чэ был назначен наследником престола. Уже при его правлении пятидесятилетняя Пяо завела молодого незнатного любовника по имени Дун Янь, которому на время даже удалось завоевать личное расположение У-ди.
Старший сын Лю Ци после смерти отца унаследовал престол и остался в истории как император Цзин-ди (правил до 141 года до н. э.). Второй сын Лю У был ваном области Лян и умер в 144 году; рождённые от другой наложницы третий и четвёртый (Лю Цан и Лю И) также имели свои уделы, но умерли ещё при жизни отца.

## В культуре
Традиционный китайский новогодний праздник фонарей, по одной из версий, происходит от праздника, устроенного в честь низвержения рода Люй.
Забота и уход Лю Хэна за своей больной матерью Бо вошли в канонический список 24 образцов почтительности к родителям, составленный почти через полторы тысячи лет после его смерти, в эпоху Юань.
Император Вэнь-ди является главным героем китайского исторического сериала «Расцвет великой Хань» (The Han Triumph, 大汉盛世), а также одним из основных героев сериала «Интрига мэйжэнь» (Beauty's Rival in Palace, 美人心計).